# ICTプラザかさり

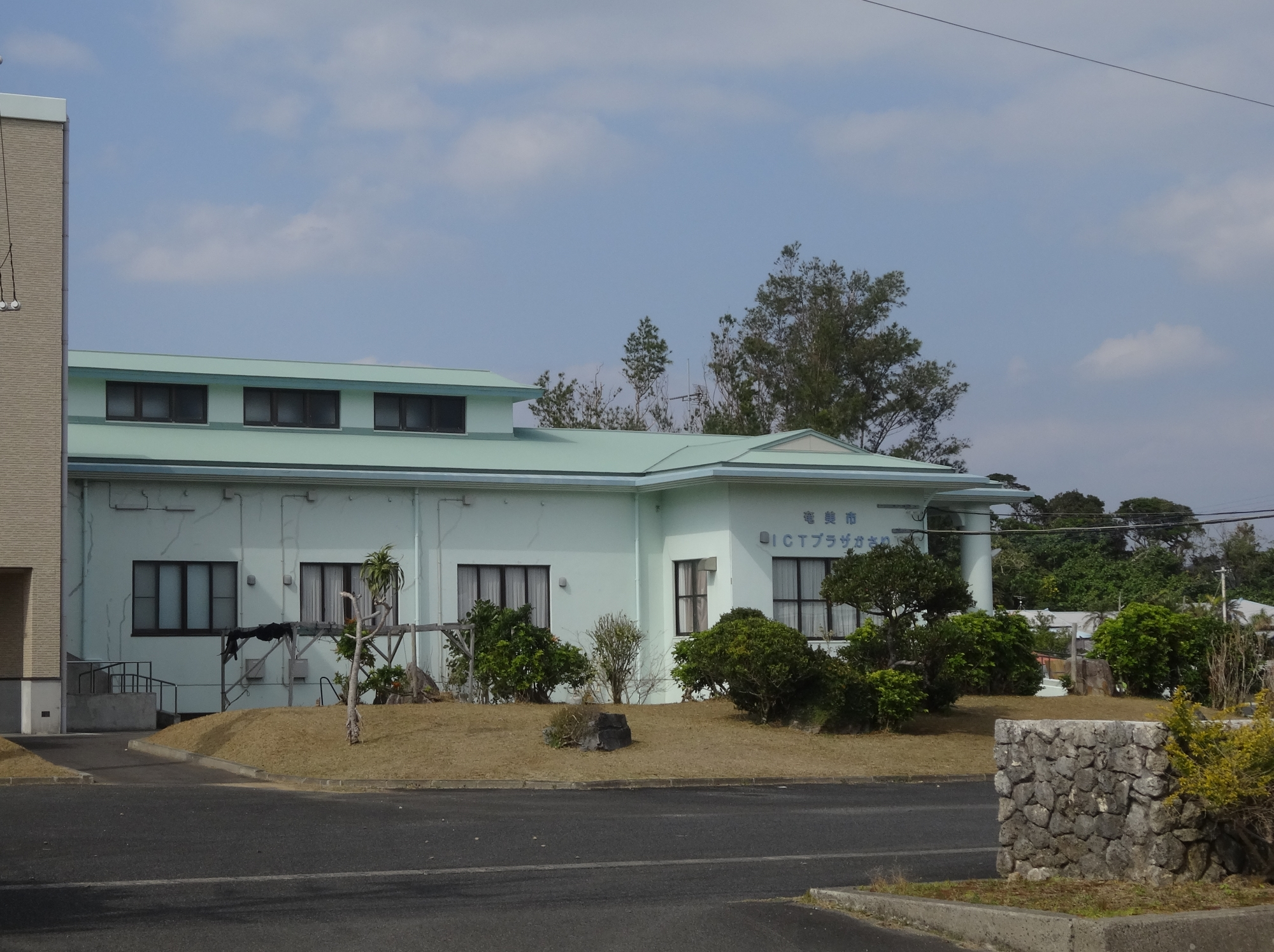
ICTプラザかさり

ICTプラザかさりは、奄美市商工観光部商水情報課が運営するビジネスインキュベーション施設。2012年に開設された。

## 概要
情報通信産業の企業・仕事誘致の推進及び地元企業の育成を目的とした拠点施設として、奄美市が運営している。インキュベートルーム（本館：7室、別館1室）・会議室を備えている。
奄美群島振興開発事業の一環として、総事業費1億8千3百万円が投じられ、既存の施設「紬の館」を改修する形で開設された。開設から半年で8つの部屋がすべて入居し、新規就業を15人創出したといった実績により、全国の自治体から見学者が訪れていると報告されている。
起業支援を主な目的とする施設であるが、「ICTプラザかさりフェスタ」と呼ばれる、住民を対象としたイベントも実施している。

## 沿革
- 2011年12月26日 - 奄美市議会（議案第98号）でICTプラザかさり条例 (平成23年12月26日条例第30号) が成立[4]
- 2012年4月8日 - 開所[1]

## インキュベーション・マネージャー
- 勝眞一郎（サイバー大学専任教授[5]）
- 非常勤（月15日程度）
- JBIA認定IMではない[6]
- 謝金 4,572,140円/年[7]
- 開設時～

## 入居企業
| 部屋番号 | 現入居企業                              | 過去入居企業1                                   | 過去入居企業2           | 過去入居企業3                              |
| -------- | --------------------------------------- | ----------------------------------------------- | ----------------------- | ------------------------------------------ |
| 1号室    | かさりコンピュータラボ(2014/6-)         | 奄美ICT株式会社(2012/4-2013/10)                 | －                      | －                                         |
| 2号室    | 有限会社ホームポジション(2012/10-)      | －                                              | －                      | －                                         |
| 3号室    | 株式会社Subio(2012/7-)                  | －                                              | －                      | －                                         |
| 4号室    | 空室(2016/10-)                          | 株式会社 南日本情報処理センター(2012/2-2016/10) | －                      | －                                         |
| 5号室    | Vertigo Computers(2014/6-)              | ことばワークス(2012/4-2013/11)                  | －                      | －                                         |
| 6号室    | 株式会社W・I・Z(2015/9-)                | ネットスタイル奄美(2012/4-2015/7)               | －                      | －                                         |
| 7号室    | 株式会社東洋システムサイエンス(2015/9-) | ICLM JAPAN(2014/10-2015/4)                      | 百造工房(2013/3-2014/6) | 株式会社イーツー・インフォ(2012/8-2012/10) |
| 8号室    | 空室                                    | 株式会社イーツー・インフォ(2012/11-2014/5)      | －                      | －                                         |

## 運営・管理
- 運営は、奄美市商工観光部商水情報課が行う。
- 管理は、奄美市笠利総合支所産業振興課が行う。
- 管理人は、月15日勤務のパート2名が平日(8:30-17:00)勤務。[16]

## 運営時間
- 24時間365日

## 所在地
- 鹿児島県奄美市笠利町大字万屋1249-2北緯28度26分27.6秒 東経129度42分35.2秒 / 北緯28.441000度 東経129.709778度座標: 北緯28度26分27.6秒 東経129度42分35.2秒 / 北緯28.441000度 東経129.709778度

## アクセス
- 奄美空港から徒歩15分、タクシー3分
- しまバス「万屋」バス停から徒歩3分